# Suomenlahdentie
Suomenlahdentie est une rue du quartier de Matinkylä à Espoo en Finlande.

## Présentation
Suomenlahdentie est une route orientée est-ouest, parallèle à la Länsiväylä, dans le sud d'Espoo. 
La rue part de Piispansilta à Matinkylä et se déroule dans la direction Ouest-Sud-ouest sur le pont Finnevikinsilta long de 365 mètres. 
Le pont se termine à l'intersection de Finnoonsilta.
La partie la plus occidentale de Suomenlahdentie est en phase de construction au tournant des années 2020, tout comme Finnoonsilta. 
Le tronçon de rue à construire doit desservir le nouveau centre de Finnoo et la station de métro Finnoo
Le pont de Finnoo permet de relier l'échangeur de Finnoo qui donne accès à la Länsiväylä et au rond-point de Finnoo, qui donne accès à Martinsillantie, Finnoontie et Kuitinmäentie.
À l'extrémité est de Suomenlahdentie se trouve le centre commercial Iso Omena avec la station de métro Matinkylä.

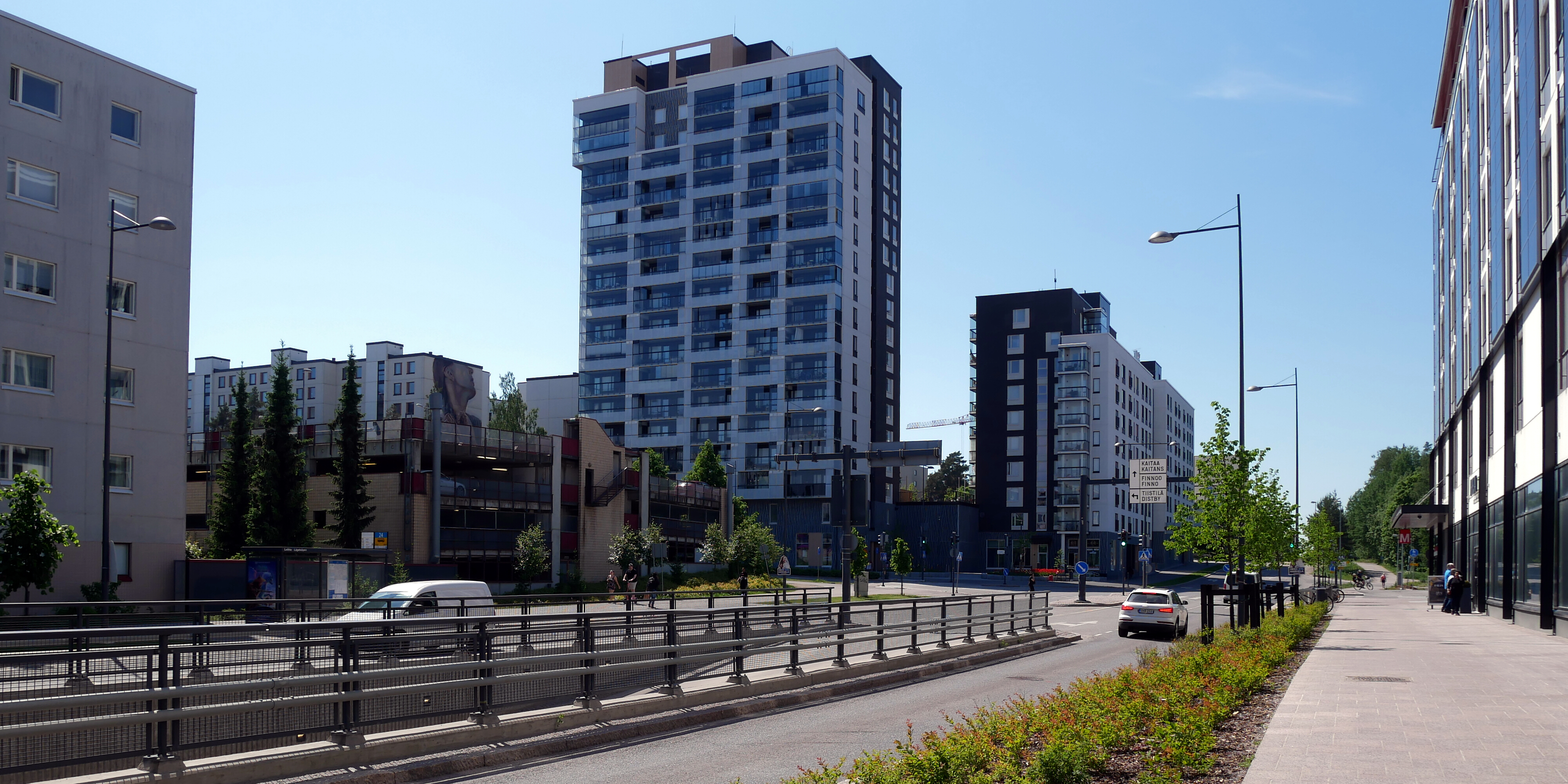
La tour Espoon Koho et la route Suomenlahdentie.